# Mädchen in Uniform (1958)
Mädchen in Uniform is een Duitse speelfilm uit 1958 geregisseerd door Géza von Radványi. Het is de tweede verfilming van het toneelstuk Gestern und heute van Christa Winsloe.

## Verhaal
Na de dood van haar moeder wordt Manuela von Meinhardis (gespeeld door Romy Schneider) naar een strenge kostschool gestuurd waar orde en tucht de meisjes tot geschikte officiersvrouwen moeten kneden. Het enige lichtpuntje in het verder door regels en discipline getekende kostschoolleven is de zachtaardige lerares Fräulein von Bernburg (gespeeld door Lilli Palmer). Zij verzet zich tegen het autoritaire regime en meent dat de meisjes af en toe een vriendelijk woord en liefdevol gebaar nodig hebben. Die houding wordt haar door de rest van de staf, de directrice voorop, niet in dank afgenomen.
Manuela wordt verliefd op Fräulein von Bernburg en die genegenheid lijkt wederzijds te zijn. Na een succesvolle toneelvoorstelling, waarin Manuela (niet toevallig) de rol van de jonge Romeo speelde, is er een groot feest. In haar euforie spreekt Manuela haar liefde voor haar lerares uit, wat tot een schandaal leidt. Manuela wordt geïsoleerd en de andere leerlingen mogen niet met haar praten. Fraulein von Bernburg wordt verboden nog verder contact met Manuela te hebben.
Manuela bezoekt ’s avonds Fräulein von Bernburgs kamer om haar excuses aan te bieden en uit te leggen wat er is gebeurd. Von Bernburg verbiedt Manuela nog langer zoveel van haar te houden. Verslagen door de afwijzing van haar lerares doet Manuela een poging tot zelfmoord, maar wordt daar op het laatste moment door haar klasgenoten van weerhouden. Fräulein van Bernburg besluit daarna de school te verlaten.

## Rolverdeling
| Acteur             | Personage              |
| ------------------ | ---------------------- |
| Romy Schneider     | Manuela von Meinhardis |
| Lilli Palmer       | Fräulein von Bernburg  |
| Therese Giehse     | Schoolhoofd            |
| Blandine Ebinger   | Fräulein von Racket    |
| Gina Albert        | Marga von Rackow       |
| Sabine Sinjen      | Ilse von Westhagen     |
| Christine Kaufmann | Mia                    |
| Danik Patisson     | Alexandra von Treskow  |
| Ginette Pigeon     | Edelgard von Kleist    |
| Marthe Mercadier   | Edelgard von Kleist    |
| Paulette Dubost    | Johanna                |
| Roma Bahn          | Hoofd uniformen        |

## Achtergrond
Aangezien de film van Von Radványi een remake is, worden veelvuldig vergelijkingen getrokken tussen de film uit 1931 en die uit 1958. Critici menen dat de lesbische component in de verhaallijn in de laatste verfilming veel zwakker is dan in het origineel. Doordat Von Radványi veel nadruk legt op het recente overlijden van Manuela’s moeder en Manuela’s verdriet daarover, is het eenvoudig om in haar verliefdheid een verlangen naar een moederfiguur te zien. In de versie van 1931 is van die verwarring geen sprake. Bovendien is het optreden van Lilli Palmers Von Bernburg veel vriendschappelijker dan haar tegenhanger in het origineel. Dorothea Wieck, die in 1931 de rol op zich nam, speelde Van Bernburg als een vrouw die echt moeite heeft haar eigen verlangens onder controle te houden.
Behalve een film over lesbische liefde, is Mädchen in Uniform vooral een commentaar op de gevolgen en uitwassen van autoritair gezag, dat zowel in 1931 als in 1958 politiek actueel was (resp. de opkomst van het fascisme en het Mccarthyisme). Opmerkelijk is dat helemaal niet stil wordt gestaan bij de ongelijkwaardige machtsverhouding in de relatie tussen de lerares en de leerlinge.
De versie uit 1931 werd meteen verboden toen de nazi's aan de macht kwamen, maar alleen voor vertoning in Duitsland zelf. In Nederland verscheen hij merkwaardigerwijs in 1941 gewoon in de bioscoop.
Een jaar voor het verschijnen van Mädchen in Uniform (1958) was het laatste deel van de Sissi-trilogie in première gegaan en de populariteit van Romy Schneider was op dat moment ongekend hoog. Mädchen in Uniform was voor haar de eerste kans om te laten zien dat ze meer in haar mars had dan het spelen in suikerzoete romantische films en ook serieuze karakterrollen kon neerzetten.